# Chiré-en-Montreuil
Chiré-en-Montreuil – miejscowość i gmina we Francji, w regionie Nowa Akwitania, w departamencie Vienne.
Według danych na rok 1990 gminę zamieszkiwało 656 osób, a gęstość zaludnienia wynosiła 31 osób/km² (wśród 1467 gmin regionu Poitou-Charentes Chiré-en-Montreuil plasuje się na 458. miejscu pod względem liczby ludności, natomiast pod względem powierzchni na miejscu 362.).